# 内藤信親
内藤 信親（ないとう のぶちか）は、江戸時代後期の大名、老中。越後国村上藩の第7代藩主。第6代藩主・内藤信敦の三男。母は寛政の改革で有名な老中松平定信の娘である。

## 略伝
世子だった兄の信方が文政5年（1822年）に死去したため、嫡子となる。文政8年（1825年）、父の死により家督を継いだ。
幕府の要職を務めた父と同様、幕閣では寺社奉行、大坂城代、京都所司代、老中を歴任した。嘉永4年（1851年）から11年にわたり老中を務め、幕政の中枢を担ったが、文久の改革で公武合体の失敗の責任などを問われ、お役御免となる。皇女和宮（親子内親王）が降嫁した際、同じ字を使うのを憚って「信思（のぶもと）」と改名した。また、晩年は雅号として「藤翁（とうおう）」と名乗った。
実子の信任が早世していたため、岩村田藩内藤家から信民を養子に迎え、元治元年（1864年）に隠居して家督を譲る。戊辰戦争では奥羽越列藩同盟に加わり、明治新政府軍に抵抗した。ちなみに、対応に苦慮した信民は自害している。そのため岸和田藩岡部家から信美を改めて養子に迎えた。
戦争終結後の明治元年（1868年）、明治政府から罪を問われ、謹慎処分を受けた。明治7年（1874年）に63歳で死去した。

## 経歴
- 1812年（文化9年）12月22日、内藤信敦の三男として生誕
- 1825年（文政8年）　村上藩主就任
- 1843年（天保14年）　寺社奉行
- 1848年（嘉永元年）　大坂城代
- 1850年（嘉永3年）　京都所司代
- 1851年（嘉永4年）  老中
- 1862年（文久2年）  免職
- 1864年（元治元年） 養子の内藤信民に家督を譲り、隠居
- 1868年（明治元年）　北越戦争で幕府方についたため謹慎処分
- 1869年（明治2年）　赦免
- 1874年（明治7年）5月14日、没　齢63

## 系譜
父母
- 内藤信敦（父）
- 松平定信の娘 - 牧野忠精の養女（母）

正室
- 酒井金與 - 酒井忠器の娘

子女
- 内藤信任

養子
- 内藤信民 - 内藤正縄の五男
- 内藤信美 - 岡部長寛の長男